# David Maurice
David Maurice é um produtor e compositor musical inglês. Ele se mudou em 2002 para os Estados Unidos, onde se estabeleceu.

## Créditos
| Ano  | Artista          | Álbum                                    | Crédito(s) | Nota(s)                                     |
| ---- | ---------------- | ---------------------------------------- | --- | ------------------------------------------- |
| 1998 | Culture Club     | Greatest Moments - VH1 Storytellers Live | Programação |                                             |
| 1999 | Culture Club     | Don't Mind If I Do                       | Programação |                                             |
| 2001 | Russell Watson   | The Voice                                | Programação |                                             |
| 2002 | Jay-Z            | The Blueprint²: The Gift & the Curse     | Engenharia de áudio                                                                                                 | Indicado ao Grammy Award por Best Rap Album |
| 2002 | Howie B          | Fabriclive.05                            | Edição digital |                                             |
| 2002 | Dennis McCarthy  | Enterprise                               | Mixagem |                                             |
| 2002 | Russell Watson   | Encore                                   | Edição, guitarra, teclados, mixagem, programação e Pro-Tools                                                        |                                             |
| 2002 | Garbage          | Cherry Lips                              | Edição digital |                                             |
| 2003 | Kristine W       | Fly Again                                | Composição, edição, engenharia de áudio, guitarra, teclados, mixagem, produção, programação e arranjo de cordas     |                                             |
| 2003 | Deadly Avenger   | Deep Red                                 | Edição digital e programação                                                                                        |                                             |
| 2007 | Kerli            | Kerli                                    | Composição |                                             |
| 2008 | The Greater Good | Shake Til I Let You Go                   | Composição |                                             |
| 2008 | Kerli            | Love Is Dead                             | Composição, programação de percussão, engenharia de áudio, guitarra, baixo, teclados, mixagem, percussão e produção |                                             |
| 2009 | Betty            | Betty Bright and Dark                    | Engenharia de áudio, mixagem e produção                                                                             |                                             |
| 2010 | A. J. McLean     | Have It All                              | Baixo, composição, engenharia de áudio, mixagem e produção                                                          |                                             |

Fonte: